# 400 mètres féminin aux championnats du monde d'athlétisme en salle 2018
Pour un article plus général, voir Championnats du monde d'athlétisme en salle 2018.
Navigation
2016 2022
L'épreuve du 400 mètres féminin des championnats du monde en salle 2018 se déroule les 2 et 3 mars 2018 à la Barclaycard Arena de Birmingham, au Royaume-Uni.

## Résultats

### Finale
La finale se déroule le 3 mars 2018
| Rang               | Couloir | Athlète                | Nationalité     | Temps | Notes |
| ------------------ | ------- | ---------------------- | --------------- | ----- | ----- |
| Médaille d'or      | 6       | Courtney Okolo         | États-Unis      | 50.55 | PB    |
| Médaille d'argent  | 5       | Shakima Wimbley        | États-Unis      | 51.47 |       |
| Médaille de bronze | 4       | Eilidh Doyle           | Grande-Bretagne | 51.60 | SB    |
| 4                  | 3       | Justyna Święty-Ersetic | Pologne         | 51.85 |       |
| 5                  | 1       | Tovea Jenkins          | Jamaïque        | 52.12 | PB    |
| 6                  | 2       | Zoey Clark             | Grande-Bretagne | 52.16 |       |

### Demi-finales
Les demi-finales se déroulent le 2 mars 2018.
| Rang | Séries | Couloir | Athlète                   | Nationalité     | Temps | Notes    |
| ---- | ------ | ------- | ------------------------- | --------------- | ----- | -------- |
| 1    | 1      | 5       | Shakima Wimbley           | États-Unis      | 51.34 | Q        |
| 2    | 3      | 5       | Courtney Okolo            | États-Unis      | 51.79 | Q        |
| 3    | 1      | 4       | Eilidh Doyle              | Grande-Bretagne | 52.15 | Q        |
| 4    | 3      | 6       | Tovea Jenkins             | Jamaïque        | 52.42 | Q        |
| 5    | 1      | 3       | Agne Serksniene           | Lituanie        | 52.62 | NR       |
| 6    | 2      | 3       | Justyna Święty-Ersetic    | Pologne         | 52.63 | Q        |
| 7    | 2      | 6       | Zoey Clark                | Grande-Bretagne | 52.63 | Q        |
| 8    | 1      | 2       | Anna Yaroshchuk-Ryzhykova | Ukraine         | 52.74 | PB       |
| 9    | 1      | 1       | Alexandra Bezeková        | Slovaquie       | 53.05 |          |
| 10   | 2      | 4       | Madiea Ghafoor            | Pays-Bas        | 53.14 |          |
| 11   | 2      | 2       | Raphaela Boaheng Lukudo   | Italie          | 53.18 |          |
| 12   | 3      | 1       | Phil Healy                | Irlande         | 53.26 |          |
| 13   | 3      | 2       | Lada Vondrová             | Tchéquie        | 53.32 |          |
| 14   | 2      | 1       | Nadine Gonska             | Allemagne       | 53.45 |          |
| 15   | 3      | 3       | Iveta Putalová            | Slovaquie       | 53.46 |          |
| —    | 1      | 6       | Lea Sprunger              | Suisse          | DQ    | 163.3(a) |
| —    | 3      | 4       | Maria Belibasaki          | Grèce           | DQ    | 163.3(a) |
| —    | 2      | 5       | Stephenie Ann McPherson   | Jamaïque        | DQ    | 163.3(a) |

### Séries
Les séries se déroulent le 2 mars 2018.
| Rang | Séries | Couloir | Athlète                   | Nationalité                     | Temps | Notes    |
| ---- | ------ | ------- | ------------------------- | ------------------------------- | ----- | -------- |
| 1    | 1      | 5       | Courtney Okolo            | États-Unis                      | 51.54 | Q        |
| 2    | 5      | 4       | Stephenie Ann McPherson   | Jamaïque                        | 52.18 | Q, SB    |
| 3    | 1      | 6       | Maria Belibasaki          | Grèce                           | 52.27 | Q, PB    |
| 4    | 5      | 5       | Eilidh Doyle              | Grande-Bretagne                 | 52.31 | Q        |
| 5    | 4      | 5       | Shakima Wimbley           | États-Unis                      | 52.43 | Q        |
| 6    | 2      | 6       | Lea Sprunger              | Suisse                          | 52.46 | Q        |
| 7    | 2      | 5       | Madiea Ghafoor            | Pays-Bas                        | 52.54 | Q        |
| 8    | 3      | 6       | Zoey Clark                | Grande-Bretagne                 | 52.75 | Q        |
| 9    | 5      | 6       | Phil Healy                | Irlande                         | 52.75 | q        |
| 10   | 2      | 3       | Nadine Gonska             | Allemagne                       | 52.77 | q, PB    |
| 11   | 5      | 3       | Alexandra Bezeková        | Slovaquie                       | 52.78 | q        |
| 12   | 4      | 3       | Agne Serksniene           | Lituanie                        | 52.81 | Q, NIR   |
| 13   | 1      | 2       | Anna Yaroshchuk-Ryzhykova | Ukraine                         | 52.96 | q, PB    |
| 14   | 4      | 2       | Raphaela Boaheng Lukudo   | Italie                          | 52.98 | q, PB    |
| 15   | 3      | 5       | Justyna Święty-Ersetic    | Pologne                         | 53.05 | Q        |
| 16   | 1      | 4       | Lada Vondrová             | Tchéquie                        | 53.05 | q        |
| 17   | 4      | 4       | Patrycja Wyciszkiewicz    | Pologne                         | 53.22 |          |
| 18   | 3      | 1       | Ayomide Folorunso         | Italie                          | 53.24 |          |
| 19   | 3      | 3       | Kelsey Balkwill           | Canada                          | 53.29 |          |
| 20   | 2      | 4       | Travia Jones              | Canada                          | 53.31 |          |
| 21   | 6      | 5       | Tovea Jenkins             | Jamaïque                        | 53.39 | Q        |
| 22   | 3      | 4       | Svetlana Golendova        | Kazakhstan                      | 53.44 |          |
| 23   | 4      | 6       | Anita Horvat              | Slovénie                        | 53.52 |          |
| 24   | 5      | 2       | Tamara Salaški            | Serbie                          | 53.61 |          |
| 25   | 2      | 1       | Laura Bueno               | Espagne                         | 53.66 |          |
| 26   | 1      | 3       | Elina Mikhina             | Kazakhstan                      | 53.90 |          |
| 27   | 5      | 1       | Grace Claxton             | Porto Rico                      | 53.92 |          |
| 28   | 6      | 4       | Iveta Putalová            | Slovaquie                       | 53.97 | Q        |
| 29   | 6      | 1       | Cátia Azevedo             | Portugal                        | 54.17 |          |
| 30   | 3      | 2       | Kineke Alexander          | Saint-Vincent-et-les-Grenadines | 55.46 |          |
| 31   | 6      | 2       | Djénébou Danté            | Mali                            | 57.85 | SB       |
| —    | 6      | 3       | Maja Ćirić                | Serbie                          | DQ    | 163.3(a) |
| —    | 2      | 2       | Miriama Senokonoko        | Fidji                           | DQ    | 163.3(a) |
| —    | 6      | 6       | Patience Okon George      | Nigeria                         | DNS   |          |

## Légende
Records et Performances
- AR : Record continental (area record)
- CR : Record des championnats (championship record)
- MR : Record du meeting (meet record)
- NR : Record national (national record)
- OR : Record olympique (olympic record)
- PR : Record paralympique (paralympic record)
- PB : Record personnel (personal best)
- SB : Meilleure performance personnelle de la saison (season's best)
- WL : Meilleure performance mondiale de l'année (world leader)
- WJR : Record du monde junior (world junior record)
- WR : Record du monde (world record)

Circonstances et Conditions
- DNF : N'a pas terminé (did not finish)
- DNS : N'a pas pris le départ (did not start)
- DQ : Disqualification (disqualification)
- NM : Aucun essai valable enregistré (No Mark)
- Q : Qualifié « directement » au prochain tour (ou à la prochaine compétition), lors d'une compétition majeure, grâce au classement ou à la réalisation des minima (automatic qualifier)
- q : Qualifié au prochain tour (ou à la prochaine compétition), lors d'une compétition majeure, grâce au repêchage ou à la réalisation de l'une des meilleures performances parmi celles des « non qualifiés directement » (grâce au meilleur temps ou à la meilleure distance par exemple) (secondary qualifier)